# Gymnogonos antarcticus
Gymnogonos antarcticus is een hydroïdpoliep uit de familie Corymorphidae. De poliep komt uit het geslacht Gymnogonos. Gymnogonos antarcticus werd in 1889 voor het eerst wetenschappelijk beschreven door Pfeffer. 